# Hérodiade
Hérodiade és una òpera en quatre actes composta per Jules Massenet sobre un llibret en francès de Paul Milliet i Henri Grémont, basat en Hérodias (1877) de Gustave Flaubert. S'estrenà al Théâtre de la Monnaie de Brussel·les el 19 de desembre de 1881 sota la direcció de Joseph Dupont.

## Origen i context
El llibret és un recompte de la història de Joan Baptista, Maria Salomé, Herodes Antipas i Heròdies, però és notablement menys psicològica i sagnant que Salomé de Richard Strauss, basada en un text d'Oscar Wilde. L'òpera fou estrenada a Brussel·les perquè Auguste-Edouard Vaucorbeil, director de l'Òpera de París, es va negar a representar l'obra. "M'agrada la seva música", li havia dit a Massenet, "però pel que fa al llibret, necessiteu un autor que sàpiga com construir l'esquelet d'una obra de teatre".

## Representacions
Hérodiade va arribar París, al Théâtre des Nations, l'1 de febrer de 1884, i la representació final de la temporada, el 13 de març, va presentar als tres De Reszkes: Jean (Jean), Édouard (Phanuel) i Josephine (Salomé). Va ser produïda al Théâtre-Italien el 1903 durant 43 representacions, després en el Gaîté-Lyrique el 1904, 1911 i 1912. L'estrena italiana va tenir lloc a La Scala el 23 de febrer de 1882. A Catalunya s'estrenà al Gran Teatre del Liceu de Barcelona el 1924.